# Corytophanes percarinatus
Corytophanes percarinatus este o specie de șopârle din genul Corytophanes, familia Corytophanidae, descrisă de Duméril 1856. Conform Catalogue of Life specia Corytophanes percarinatus nu are subspecii cunoscute.